# Hermann Anton Bender
Hermann Anton Bender, meest aangeduid met Herm. Bender (Dusseldorf, 18 juni 1844 – Deventer, 26 mei 1897) was een in 1884 tot Nederlander genaturaliseerde Duitse leraar en componist.
Hij werd geboren binnen het gezin van Hermann Bender en Henriëtte Jansen. Hijzelf was getrouwd met Marie Therese Francisca Clementine Lingen. Zoon Leo Hermann Bender (1873-1945) zou worden omgebracht in Kamp Kramat.
Bender was van beroep zang- en muziekdocent met een gage van 1000 gulden per jaar (1877) aan de Rijksnormaalschool van Deventer. Van zijn hand verscheen een aantal publicaties: Het pianospel, Het muziekonderwijs en de muziek in het algemeen (1893), Het zangonderwijs naar de Duitsche methode, Kling, klang en Theoretisch-practische zangschool. Hij gaf concerten en was directeur van zangvereniging Musis Sacrum (in Deventer). Ook schreef hij een aantal composities:
- Het klokje (opus 40)
- Neerlands Leeuw (opus 49) is opgedragen aan koningin Wilhelmina der Nederlanden en werd uitgevoerd in het Kurhaus
- Liefde’s lente
- Trio voor piano, viool en cello
- Twaalf nationale liederen
- Een liederenbundel in systematische volgorde voor de lagere scholen
- Vier liederenbundels voor zangverenigingen en zangscholen

- International Standard Name Identifier: 0000 0000 5546 1980
- Library of Congress Control Number: no2007086423
- Nationale Bibliotheek van Tsjechië: mzk2013761371
- Nederlandse Thesaurus van Auteursnamen: 306040743
- Virtual International Authority File: 14554385
- WorldCat: E39PBJyGXt4CPvgrQgVBKKPCwC